# Arcis Saxophon Quartett

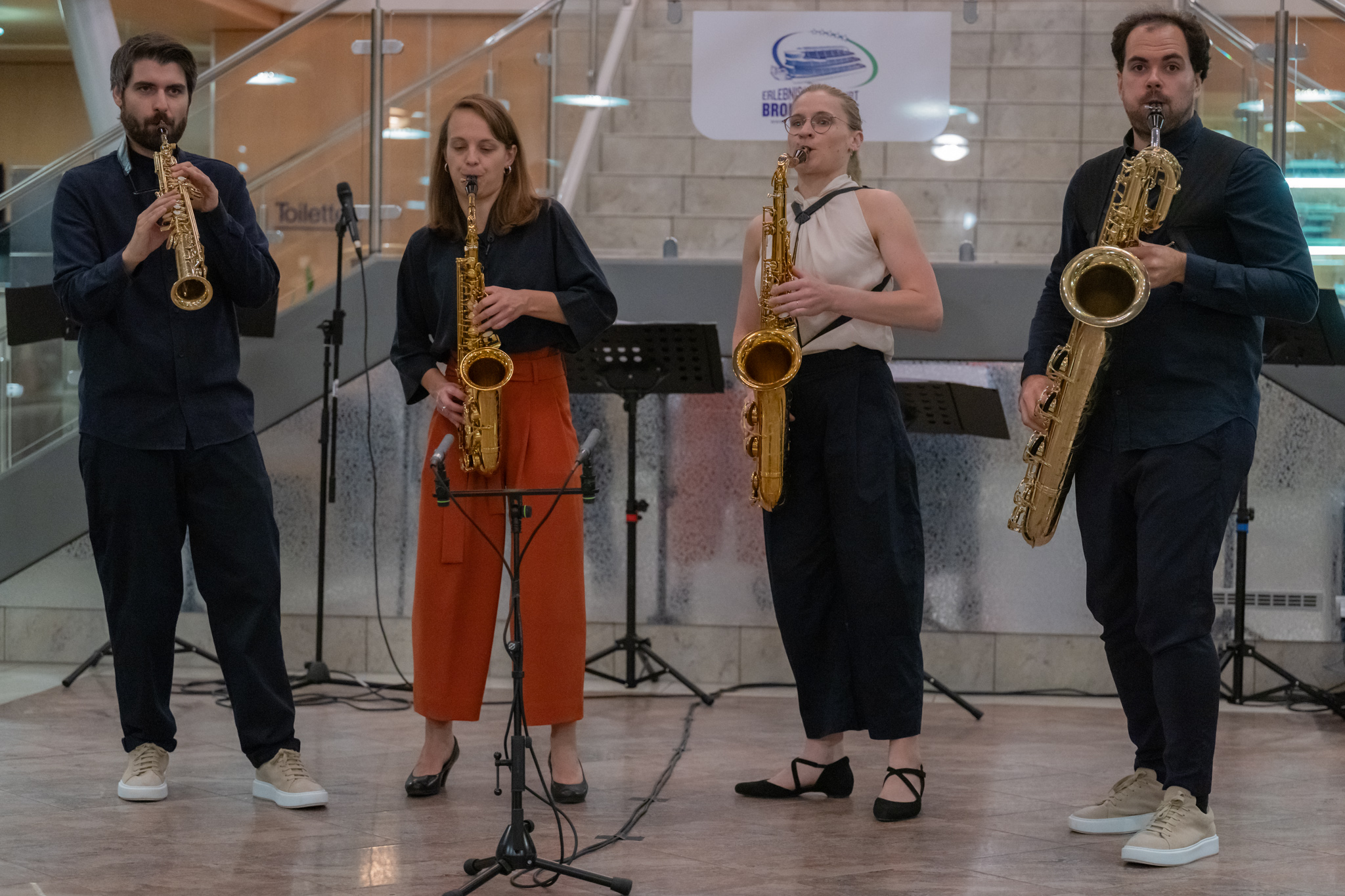
Arcis Saxophon Quartett bei einem Auftritt auf der MS Brombachsee 2023

Das Arcis Saxophon Quartett ist ein in München ansässiges Kammermusikensemble.

## Geschichte
Die Mitglieder der Arcis Saxophon Quartetts fanden sich im Jahr 2009 während ihres Studiums an der Hochschule für Musik und Theater München zum Ensemblespiel zusammen. Sie sind für die Darbietung klassischer Musik ausgebildet und treten mit einem vielseitigen Repertoire an die Öffentlichkeit. Dieses reicht von Bearbeitungen älterer Werke über Kompositionen aus dem 19. und 20. Jahrhundert bis hin zu zeitgenössischer, zum Teil eigens für sie komponierter Musik, die ihnen ein besonderes Anliegen ist.
Von 2013 bis zum Masterabschluss im Sommersemester 2016 studierten sie Kammermusik an der Universität der Künste Berlin in der Klasse des Artemis Quartetts. Seit 2015 ist das Arcis Saxophon Quartett ein Ensemble der ECMA (European Chamber Music Academy) und wird von dieser Institution künstlerisch gefördert. Internationale Debüts gab das Quartett mit Konzerten im Saal des Tschaikovsky Konservatorium in Moskau (Sep. 2013) und in der Wigmore Hall in London (Jan. 2016). Im November 2016 wurde das Arcis Saxophonquartett bei ARTE in der Sendung Stars von morgen mit Rolando Villazón vorgestellt.

## Besetzung
- Claus Hierluksch[4], Sopransaxophon
- Ricarda Fuss[5], Altsaxophon
- Anna-Marie Schäfer, Tenorsaxophon (seit 2023)
- Jure Knez[6], Baritonsaxophon (seit 2015)

## Preise und Auszeichnungen
- Erster Preis beim Musikwettbewerb des Kulturkreises Gasteig e.V. (München, 2013; zusätzlich Publikumspreis)
- Erster Preis beim Internationalen Musikwettbewerb Concorso Argento (Italien, 2013)
- Erster Preis beim First Classical Music International Internet-Festival „Chance Music“ (Russland, 2013)
- Dritter Preis beim 13. Internationalen Chieri Musikwettbewerb (Italien, 2013)
- Zweiter Preis beim Kammermusikwettbewerb der Alice-Samter-Stiftung (Berlin, 2014)
- Erster Preis beim 4th international Contest – Festival of Chamber Ensemble Performance named after T.A. Gaidamovich in Magnitogorsk (Russland, 2015).
- Erster Preis beim 1. Rising Stars Grand Prix 2016 – International Music Competition Berlin.
- Bayerischer Kunstförderpreis 2016, Sparte Musik und Tanz.[7]

## Diskographie
- Arcis Saxophon Quartett spielt Enjott Schneider, Ambiente Audio (2013)
- „Rasch“, ein Album mit Musik von J. S. Bach (eigene Bearbeitung des Italienischen Konzerts F-Dur BWV 971), George Gershwin (Porgy and Bess Suite bearbeitet von Sylvain Dedenon) und Franco Donatoni (Rasch II für Saxophonquartett, Perkussion und Klavier). Genuin classics, Leipzig, 2017.